# Chiesa di Santa Maria in Villa
La chiesa di Santa Maria in Villa è un edificio sacro situato a Seggiano.

## Storia e descrizione
Di origine medievale, ha subito trasformazioni fin dal 1486. Sul finire del XV secolo vi fu eretto un canonicato dipendente dalla Cattedrale di Pienza; successivamente divenne proprietà degli Ugurgieri della Berardenga che ne assegnarono la custodia ad un eremita.
All'interno della semplice costruzione con facciata a capanna è conservato un affresco trecentesco riferibile ad Andrea Vanni e raffigurante la Madonna col Bambino; è tutto ciò che rimane di una decorazione più vasta che nel 1669 fu coperta e sostituita da Francesco Nasini con altri dipinti murali.